# Mi nombre es Bach
Mi nombre es Bach es una película alemana-francesa-suiza, del género biográfico, histórico, dramático y en tono de comedia del año 2003, dirigida por Dominique de Rivaz y con la participación de Vadim Glowna en el papel del compositor alemán.
Fue galardonada con el Premio del Cine Suizo 2004 a la mejor película y al mejor actor secundario (Gilles Tschudi).[cita requerida]

## Sinopsis
En mayo de 1747, tres años antes de su muerte, llega a Potsdam Johann Sebastian Bach, para asistir al bautizo de su primer nieto. Se encuentra con el joven rey Federico II de Prusia, gran admirador suyo, y comienzan entonces una serie de encuentros entre ambos en las que se enfrentarán los egos y las familias.
Federico ve en Johann Sebastian Bach al padre ideal, nada parecido a su opresivo y violento padre, Federico Guillermo I de Prusia, mientras Bach, enterado de que perderá la vista, busca su libertad como músico que ya no compondrá por encargo y lidia sobre todo con los enfrentamientos de dos de sus hijos: Carl Philipp Emanuel Bach y Wilhelm Friedemann Bach. La oposición de los caracteres fuertes y decididos de Bach y Federico dará origen a la Ofrenda musical, BWV 1079 del compositor.

## Reparto
- Vadim Glowna como Johann Sebastian Bach.
- Jürgen Vogel como Federico II el Grande.
- Karoline Herfurth  como la Princesa Ana Amalia de Prusia.
- Anatole Taubman como  Wilhelm Friedemann Bach.
- Paul Herwig como Carl Philipp Emanuel Bach.
- Antje Westermann como Johanna Carolina Bach.
- Detlev Buck como el Oficial de Aduanas.
- Michel Cassagne como  Voltaire.
- Patrice-Luc Doumeyrou como Maupertuis bac.
- Bernard Liègme como el lacayo mudo.
- Daniel Lommatzsch como el mensajero.
- Joachim Tomaschewsky como Hofarzt.
- Gilles Tschudi como el secretario Goltz.
- Philippe Vuilleumier como Johann Joachim Quantz.

- Datos: Q386625